# Gulag-irodalom
A Gulag-irodalom az irodalom, különösen a szovjet irodalom, illetve a szamizdat irodalom egy különleges része, amely a szovjet munkatáborokkal foglalkozik. A Gulag-irodalom két legjelentősebb orosz képviselője a Nobel-díjas Alekszandr Iszajevics Szolzsenyicin és Varlam Tyihonovics Salamov.
A Gulag-irodalom Sztálin halálát követően a XX. kongresszust követően mint földalatti (szamizdat) irodalom indult útjára. Az Gulag-irodalom első, a Szovjetunióban a XXII. Kongresszust követően 1961 novemberében Hruscsov személyes jóváhagyásával nyilvánosan megjelent műve, Szolzsenyicin Ivan Gyenyiszovics egy napja című kisregénye.

## Alekszandr Iszajevics Szolzsenyicin
Suhov megelégedéssel hajtja nyugovóra a fejét. A mai nap sikeresen végződött. Nem ültették szigorítottba, nem hajtották ki a brigádot a közszolgáltatási telep építéséhez, délben feketén szerzett egy különadag kását, a brigadéros magas százalékot sajtolt ki, vidáman ment a falazás, a pengével nem bukott le a hippisnél, este is jutott neki valami Cezartól, és dohányt is vett. Nem is betegedett meg, legyűrte a bajt. Eltelt egy felhőtlen, majdnem boldog nap. Büntetése így pergett le az első perctől az utolsóig, háromezer-hatszázötven ilyen nap. És még három nap ráadás – a szökőévek miatt… (Ivan Gyenyiszovics egy napja, fordította: Wessely László)
Szolzsenyicin munkatáborában, bár nehezek a mindennapok, nem kilátástalan az élet. Ez megnyugtatta nem csak Tvardovszkijt, de kapóra jött Hruscsovnak. A XXII. Kongresszust követően megmutatta ugyan, hogy voltak törvénytelenségek, sőt súlyos törvénytelenségek, de egyben azt is, hogy nem történt semmi jóvátehetetlen.
Nemhiába üdvözölte 1962-ben Lukács György ujjongó esszében Szolzsenyicint mint a szocialista realizmus megújítóját. 
Az Iván Gyenyiszovics egy napja című kisregény végül 1962 novemberében jelent meg a Novij Mir (Új világ) folyóiratban. 1963-ban újabb novellák jelentek meg a Novij mirben, és 1964 tavaszán Szolzsenyicint (a szocialista realizmus megújítóját) Lenin-díjra jelölték. Közben egyre jobban meggyengült Nyikita Szergejevics Hruscsov pozíciója, ami végül, 1964 őszén, leváltásához vezetett. Szolzsenyicin végül nem kapta meg a Lenin-díjat, sőt – viszonya a hatalommal egyre jobban megromlott. Novellái Nyugaton bombaként hatottak, 1970-ben irodalmi Nobel-díjjal tüntették ki.

## Varlam Tyihonovics Salamov
De amikor a kezébe adták a napi kenyéradagját, átfogta vértelen ujjaival és a szájához szorította. Harapdálta skorbut-pusztította szájával, vérzett az ínye, a fogai inogtak, de nem érzett fájdalmat. Minden erejével a szájához szorította a kenyeret, tömte, szívta, tépte és rágta… Szomszédai fékezték meg: – Ne edd meg mind, majd aztán megeszed, később… És a költő megértette. Tágra nyitotta a szemét, de nem engedte ki szederjes ujjai közül az összevérzett kenyeret. – Később? Mikor? – kérdezte tisztán érthetőn. És lehunyta a szemét. Estére meghalt. Csak két nappal később „írták le”. Leleményes szomszédainak sikerült a kenyérosztásnál két napig megkapni a halott adagját; a halott felemelte a kezét, mint egy bábu. Így hát két nappal előbb halt meg halála dátumánál. És ez nem elhanyagolható részlet jövendő életrajzírói számára. (Cherry Brandy, fordította: Rab Zsuzsa)
Salamov hőseinek élete kilátástalan a kolimai örökfagyban, a mínusz 60 °C-os télben. Ezek a novellák megrémisztették Tvardovszkijt és a legcsekélyebb mértékben sem voltak alkalmasak a XXII. Kongresszus határozatainak alátámasztására. Nem csak 1961-ben, hanem Salamov életének hátralévő részében sem volt semmi esély, hogy prózai művei megjelenhessenek Oroszországban.
Salamov 1982-ben meghalt. Prózai műveit csak halálát követően, 1988-ban adták ki először. Szülővárosában, Vologdában 2001-ben egy lelkes helyi muzeológus, Marina Vorono elérte, hogy szülőházában emlékmúzeum nyíljon.
Síremlékét Fedot Sztucskov szobrászművész (aki szintén megjárta a Gulagot) készítette. A síremléket 2000-ben máig ismeretlen tettesek lerombolták, a bronzplasztikát elvitték. 2001-ben a vologdai Szeversztal munkásainak segítségével a síremléket helyreállították.
2005. december 26-án Marina Vorono-t, a Salamov Múzeum alapítóját és a Salamov Társaság kurátorát bestiális módon meggyilkolták.

## Jevfroszinyija Antonovna Kersznovszkaja
Jevfroszinyija Antonovna Kersznovszkaja besszarábiai (moldvai) földbirtokos. 1941-ben a Molotov–Ribbentrop-paktum alapján a Szovjetunió által megszállt Besszarábiából Szibériába száműztek. Miután a számára kijelölt kényszerlakhelyről megszökött, először halálra ítélték, majd 10 év kényszermunkatáborra. A GULAG Norilszki (Krasznojarszki határterület) táborába került.
1952-ben szabadulását követően Norilszk városában telepedett le. Kerszanovszkaja száműzetésének kezdetétől naplót vezetett. Mintegy 2200 kézírásos oldal és több mint 700 rajza maradt fenn. 1964 és 1968 között, miután 1962-63-ban sorra jelentek meg a láger életet feldolgozó művek, kéziratait rendezte, reménykedve azok megjelenésében. Azonban a megváltozott politikai klíma miatt azok kiadására már nem kerülhetett sor. Művei, először szamizdatként, 1982-ben kezdtek ismertté válni. Nyomtatásban 1990-ben az Огонёк (Tüzecske) és a Знамя (Zászló) című folyóiratokban jelentek meg memoárjából részletek. A teljes emlékiratot Oroszországban csak halála után, 2001–2002-ben adták ki 6 kötetben.

## Karig Sára
A vorkutai versek közül néhány – antológiadarab. Odakívánkozik a korszakot hazugul égig dicsérő álművekkel szemben az igazat mondó igaziak közé – tanúságul és példának: Hirdetve a megalázottak és megszomorítottak, keserű vigaszát, hogy egyszer – ha számunkra későn is, de a dolgok kérlelhetetlen vastörvénye szerint bizonyosan – minden gyalázatosságra fény derül. (Orbán Ottó méltatása)
1947-ben deportálták a komiföldi Vorkutába. Itt, a vorkutai munkatáborban 1947-től 1953-ig volt politikai fogoly. Agyag- és szénbányában dolgozott közel hat évig. 1952-ben több súlyos műtét után könnyebb munkára (könyvkötészet) irányították. A táborban tanult meg orosz, ukrán és belorusz nyelven. Sztálin halála, a munkatáborok megszüntetése után az első szabaduló csoportok egyikébe került. 1954-től szerkesztő volt az Új Magyar Könyvkiadónál. 1956 és 1986 között az Európa Könyvkiadó szerkesztője volt. 1988-tól a Károlyi Társaság titkára, 1990-től a Magyar-Ukrán Társaság elnöke. 1989-ben az Új Tükör rovatvezetője volt.
A Gulagon szerzett emlékeit 1995-ben megjelent Sarkövezet című verseskötetében adta közre. Visszaemlékezései A szerencse lánya. Életútinterjú 2019-es kötetben olvashatóak (Tények és tanúk sorozat).

## Lengyel József
Lengyel Józsefet a Szovjetunióban 1938-ban letartóztatták, majd elítélték. Büntetését a norilszki és kanszki táborokban töltötte le. 1946 legvégén szabadult. Az 1961-ben megjelent Igéző című kötetében a szovjet táborok és kényszerlakhelyek világát írta meg. Elejétől végig című elbeszélése Szolzsenyicin Iván Gyenyiszovics egy napja című művének magyarországi publikálását néhány héttel megelőzve jelent meg az Új Írásban (1963), óriási érdeklődést és heves vitákat váltva ki.
„Lengyel József a Gulág mint lét- és történelmi élmény leghitelesebb, világirodalmi szintű krónikása...” – írta Kende Tamás a Beszélőben, 2006-ban.